# Marbach an der Kleinen Krems
Marbach an der Kleinen Krems ist eine Ortschaft und eine Katastralgemeinde der Marktgemeinde Albrechtsberg an der Großen Krems im Bezirk Krems in Niederösterreich. Die Ortschaft hat 55 Einwohner (Stand 1. Jänner 2024). Bis Ende 1970 war Marbach an der Kleinen Krems eine eigenständige Gemeinde.

## Geografie
Die Kleine Krems, die hier die Bezirksgrenze bildet, fließt südlich am Dorf vorüber; der Marbach endet hier und mündet in die Kleine Krems. Durch den südlich von Albrechtsberg gelegenen Ort führen die Landesstraßen L7121 und L7166.

## Geschichte
Laut Adressbuch von Österreich waren im Jahr 1938 in der Ortsgemeinde Marbach an der Kleinen Krems ein Binder, eine Gastwirtin, ein Konsumverein, eine Mühle, eine Schneiderin, ein Trafikant, zwei Viktualienhändler und einige Landwirte ansässig.
Mit 1. Jänner 1971 wurden im Zuge der Niederösterreichischen Kommunalstrukturverbesserung die bis dahin selbständigen Gemeinden Els und Marbach an der Kleinen Krems nach Albrechtsberg an der Großen Krems eingemeindet.